# 惠特洛克大道車站
惠特洛克大道車站（英語：Whitlock Avenue station）是美國紐約地鐵IRT佩勒姆線的一個慢車地鐵站，位於布朗克斯惠特洛克大道及威斯徹斯特大道交界，設有6號線（任何時候停站）列車服務。

## 車站結構
| 月台層 | 側式月台 | 側式月台                                                   |
| 月台層 | 南行慢車 | ← 往布魯克林大橋-市政府 (亨斯角大道)                       |
| 月台層 | 尖峰快車 | ← 不停靠 →                                                 |
| 月台層 | 北行慢車 | → 往佩勒姆灣公園 (黃昏繁忙時段往帕克徹斯特) (埃爾德大道) → |
| 月台層 | 側式月台 |                                                            |
| 夾層   | 夾層     | 閘機、車站詢問處、Metrocard自動售票機                      |
| Ground | 街道層   | 出入口                                                     |

此站於1920年5月27日啟用，設有兩個側式月台和三條軌道，中央軌道由<6>號線（僅繁忙時段的尖峰方向停站）列車服務。
此站與一個已廢棄的鐵路車站「威斯徹斯特大道車站」相鄰，該車站由紐約、威斯徹斯特及波士頓鐵路以及紐約、紐黑文及哈特福德鐵路經營的哈萊姆河支線。現時此線由美鐵營運。舊紐約、威斯徹斯特及波士頓鐵路一度被建議改成IRT代里大道線的延長線前往此站而非以現時位於IRT白原路線的總站東180街為總站。此站同時位於謝里登快速道路。
此站南行是最後一個前往布魯克林橋車站以前最後一個高架車站，此站過後皆為隧道。

## 外部連結
- nycsubway.org—IRT Pelham Line: Whitlock Avenue
- Station Reporter — 6 Train
- The Subway Nut — Whitlock Avenue Pictures （页面存档备份，存于）
- Whitlock Avenue entrances from Google Maps Street View